# Bihang till Kongliga Svenska Vetenskaps-Akademiens Handlingar
Bihang till Kongliga Svenska Vetenskaps-Akademiens Handlingar (abreviado Bih. Kongl. Svenska Vetensk.-Akad. Handl.) fue una revista con ilustraciones y descripciones botánicas que fue editada en Estocolmo desde el año 1872 hasta 1903. Su publicaron 28 números. Fue reemplazada por Arkiv för botanik.